# الحویه، الطائف
الحویه (به عربی: الهوایه) یک روستا در عربستان سعودی است که در استان مکه واقع شده‌است.